# Li Cheng
Li cheng (李成) ou Li Ch'êng ou Li Tch'êng, surnom: Xianxi. Xe siècle. Actif à Qingzhou (Weifang, Shandong) vers 960-990. Peintre chinois,  né en 919 et mort vers 967 ou 987. Il vit pour l'essentiel pendant la Période des Cinq Dynasties et des Dix Royaumes (entre 907 et 979).

## Biographie
Li Cheng est né d'une famille aristocratique et de lettrés confucéens qu'un passé lointain rattache au clan des Tang, et fuyant les troubles de la fin de cette dernière pour émigrer dans la province du Shandong. Son père et son grand-père se sont l'un et l'autre distingués par leur érudition et leur carrière officielle et suivant l'exemple, Li reçoit une éducation de lettré et d'artiste. Plus tard, son propre fils, Jue, devient un lettré employé à l'Académie Hanlin et engagé pour enseigner les Classiques à l'empereur fondateur des Song.
Quand les siens émigrent au Shandong, après la chute de la dynastie des Liang, son talent est déjà parvenu à maturité. Versé dans l'étude des classiques et des histoires, il n'a de goût que pour la paix et la tranquillité. Il refuse, non sans hauteur, les honneurs et la considération attachée aux fonctions publiques. Sa personnalité forte et fière inspire le respect. Son attrait le porte à peindre des paysages et des forêts hivernales. Mais il peint pour sa joie personnelle et répugnent à vendre ses peintures. La rareté des peintures de Li Cheng s'explique peut-être aussi par le souci d'éviter la dispersion d'un œuvre où s'exprime un esprit d'une exceptionnelle qualité.

## Les débuts du paysage

### Des Six Dynasties au commencement desSong
De la dynastie Han à la fin de celle des Tang, la peinture de la Chine tout entière est dominée par le sujet de la figure humaine, comme l'est celle de l'Occident jusqu'au début de la période moderne. Dès le IXe siècle cependant, ses peintres se détournent de l'homme et s'intéressent de plus en plus à la nature. La peinture de personnages s'est développée dans un climat confucianiste; le paysage semble par contre devoir son épanouissement aux concepts et aux positions du taoïsme. L'habitude de communiquer avec la nature prend naissance dans une école taoïste de la période des Six Dynasties.
La période d'activité du «plus grand des paysagistes», Li Cheng, se situe à la fin des Cinq Dynasties et au début de la période Song. Ses contemporains le tenaient pour un être surhumain dont la puissance créatrice ressemble à celle de la nature. Son influence est profonde. Il n'est sans doute personne à qui le paysage Song du Nord, ce moment suprême de la peinture chinoise, doive autant. Les auteurs des meilleurs paysages se sont pour la plupart, réclamés de Li Cheng. Avec Li, nous parvenons à la dynastie Song, époque de pleine maturité de la peinture chinoise.
Dans l'esprit de ce courant, Xie He, critique d'art et peintre sous les Qi du Sud (479-502), affirme qu'il y a «six principes en peinture», dont l'un est «la fidélité aux formes de l'objet ». Principe auquel adhère Zhang Yanyuan (810-880) historien de l'art sous les Tang: «le sujet», dit-il, «doit être peint à son exacte ressemblance ». Mais, déjà à ces époques reculées, d'autres critiques sont convaincus que la peinture n'a pas besoin et ne doit pas être jugée sur le seul critère du réalisme objectif.
Un autre exemple de cette approche de la réalité est celui de la représentation des bâtiments. Les peintres chinois ont tendance à les montrer vus de face ou légèrement d'en haut, rarement d'en bas. Li Cheng, artiste des Cinq Dynasties, tente un jour de rendre pavillons, pagodes et autres structures juchées en haut des montagnes comme elles lui apparaissent d'en bas; c'est-à-dire qu'il ne peint pas les tuiles, mais seulement la charpente et le dessous des avant-toits. Son expérience est critiquée par Shen Kuo, un célèbre érudit de la dynastie des Song, qui affirme que Li ignore comment «différencier la petitesse de la grandeur ». Au cours des dynasties suivantes, aucun artiste ne reprend l'approche de Li.

## Attributions discutées

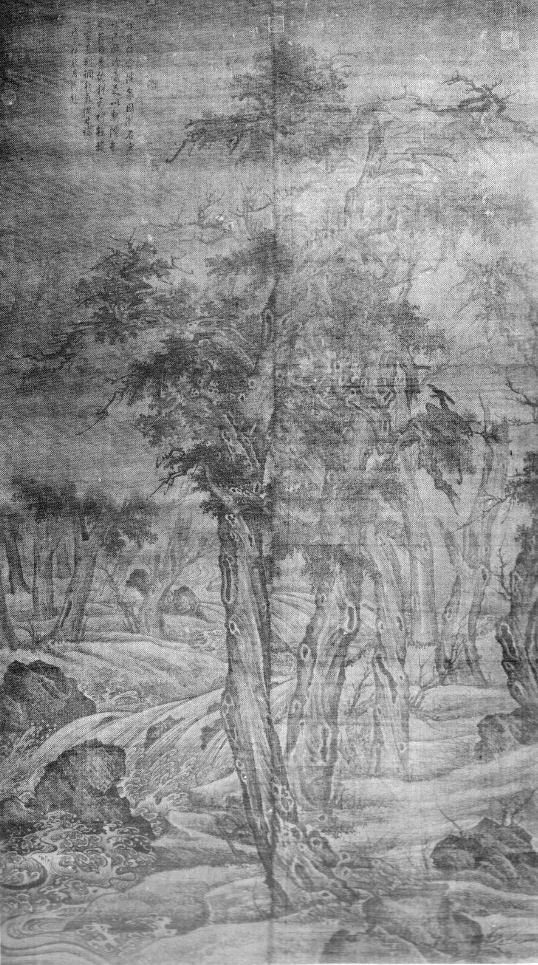
Vieux pins dans une forêt en hiver de Li Cheng.
Du sommet d'une montagne enneigée, un torrent coule dans une pinède. L'eau éclabousse le pied des troncs. Les branches s'élèvent, s'enlacent, se tordent et retombe dans une brume mouvante. Le pinceau et l'encre concourent à la sobre puissance de ce paysage silencieux.

L'ascension  de Li Cheng à une position plus ou moins comparable à celle de maître des Song (et de créateur de ce qui devient le style national du paysage Song) est une histoire fascinante qui reste à raconter. Assurément, il représente à la fois l'aristocratie Tang (l'ancienne élite) et la classe nouvellement formée de fonctionnaires lettrés (la nouvelle élite). Élégant et attrayant, l'art paysager de Li représente aussi la fusion des traditions du Nord et du Sud, comme une histoire symbolique en miniature de la réunification de la Chine par les Song.
Utilisant Les compositions théâtrales de hautes montagnes de Jin Hao (actif fin IXe siècle) et Guan Tong, en corrélation avec «l'encre pâle et les brumes légères» des maîtres de Jiangnan (d'une manière ou d'une autre, il connait manifestement l'art, comme le suggère Wai-kam Ho), Li crée un style harmonieux, ample et immensément populaire qui lui vaut une multitude d'admirateurs et des centaines de disciples, ouvrant la voie à une tradition de la peinture de paysage qui domine l'art jusqu'à l'extrême fin de la période des Song du Nord, en 1127. Le style classique des paysages de Li Cheng est aujourd'hui clairement visible dans deux compositions, Temple solitaire au cœur de sommets dégagés et Forêts denses et sommets lointains. Les deux œuvres sont généralement attribuées à des disciples de Li, au début de la période des Song, mais il n'y a aucune raison de ne pas les associer directement à Li lui-même.

## Élaboration et conception
Elles ont beaucoup en commun avec les œuvres de peintres presque contemporains tels que Juran, Fan Kuan et Yan Wengui (Xe et XIe siècles) et ne peuvent être postérieures au Xe siècle. Toutefois, elles se distinguent par la richesse des tonalités, la densité des formes, l'harmonie des contours et des correspondances. Il semble approprié de les qualifier d'élégantes. Temples solitaire au cœur des sommets dégagés de Li, et Retraite bouddhique parmi eau et montagne de Juran offrent de nombreux points communs et représentent probablement l'une et l'autre l'accomplissement le plus caractéristique de la peinture de paysage au début des Song. Juran, lors de la reddition tardive de son État et de son seigneur aux  Song en 975, quinze ans après que les Song se furent autoproclamées gouvernement central de la Chine, accompagne Li Yu à la capitale et intègre le temple Kaibao.
Plus tard, il est invité à peindre des paysages pour les salles nouvellement construites de l'Académie Hanlin, et l'on prétend qu'il a imité Li Cheng. Les peintures de Cleveland passe pour refléter avec précision cette période de la vie de Juran, ainsi que la formation d'un style national inspiré par Li Cheng. L'œuvre personnelle de ce dernier est plus nette, plus linéaire, tracée avec plus de densité et plus cristalline que celle de Juran, mais elles présentent de frappantes similitudes.  Les œuvres de Li Cheng sont riches de détails humains et architecturaux (temples, villages, ponts, pagodes, cabarets, pavillons et sentiers) et construisent d'imaginaires royaumes en miniature, des mondes oniriques dans lesquels on est invité à pénétrer comme dans un paysage en pot, ou pencai (bonsaï en japonais). Néanmoins, la structure de leur composition reflète la structure même du nouvel empire des Song, avec le Fils du Ciel représenté par le pic central dominant, ses ministres et consorts par les chaînes de montagnes et les collines qui entourent et étayent le pic central, et toute cette vaste étendue aussi ordonnée, claire et infinie que le grand empire de Chine lui-même.
Nulle poussière ou scorie, nulle violence ou confusion, la nature et sereine et bienveillante, contrôlée par le pouvoir et la sagacité du souverain éclairé, qui a conduit l'humanité à cette éminente condition par le biais d'une sage interaction avec le Ciel. L'image du monde des Song offerte par Li Cheng s'élabore à partir des travaux de Jing Hao et Guan Tong dans le Nord, et de Dong Yuan et Juran dans le Sud, mais toute cette évolution, de l'expérimentation initiale à l'aboutissement final, ne prend pas plus de cinquante ans. Ce dramatique laps de temps, qui s'ouvre avec la fin désolante et chaotique d'une grande dynastie, couvre cinquante ans de conflits, tensions et rivalités entre les États opposés jusqu'au processus de réunification établissant la dynastie des Song, processus qui se prolonge lui-même plus de quinze années après 960. Le monde beau et élégant déployé par Li Cheng est sa version du nouvel État des Song, un État qui devient le plus dynamique, cultivé et accompli de l'histoire chinoise. Les disciples de Li incarnent le canon de la peinture de paysage. Fan Kuan, Yan Wengui (Xe et XIe siècles), Xu Daoning (XIe siècle), Guo Xi, Li Gongnian et nombre d'autres dont les œuvres sont perdues, prolongent la tradition de Li Cheng au XIIe siècle. Chaque artiste élabore un style personnel reflétant sa vie et son idéal propres, mais en se fondant étroitement sur la structure établie par Li cheng.
Bien que Li cheng domine l'âge d'or du paysage chinois classique, il reste pour les historiens de la peinture chinoise une personnalité entourée d'obscurité. Et si les auteurs anciens sont unanimes sur l"importance de son œuvre qui, avec celle de Fan Kuan et de Guan Tong, ouvre la voie du paysage Song, en lui conférant d'emblée sa plus haute expression, il ne subsiste aujourd'hui aucune œuvre qui puisse lui être directement attribuée. Sa date de naissance même est incertaine: certaines sources le font naître en 918 et mourir en 967, d'autres décalent ces dates d'un peu plus de deux décennies.

## Origine et conséquences
Sa famille, originaire de Changan, s'installe dans la province  du  Shandong pour fuir les troubles qui accompagnent la chute de la dynastie Tang, en 969. Li Cheng reçoit une excellente formation de lettré, mais, descendant de la famille impériale Tang, il semble que sa vie est celle d'un aristocrate déchu, réfugié dans un individualisme hautain, dans l'art, la poésie et le vin. On lui attribue, d'ailleurs, un penchant immodéré pour le vin; il serait mort d'ivresse à l'âge de quarante-neuf ans (improbable), dans une auberge.
On dit aussi qu'il a obtenu le titre de licencié au milieu de l'ère Kaibao (968-976), ce qui paraît étrange étant donné son caractère indépendant qui, en d'autres occasions, lui fait refuser la protection d'un riche mécène, au nom d'une création picturale pure et solitaire. Enfin, la tradition prétend qu'il est l'élève de Guan Tong, puis le professeur de Fan Kuan, ce qui suffit à suggérer, en tout cas, une séquence chronologique entre ces trois artistes, dont rien ne prouve qu'ils se sont vraiment connus. La disparition des peintures de Li Chang, moins de cinquante ans après sa mort, reste d'autant plus mystérieuse que son talent est vite reconnu et que sa célébrité ne va qu'en grandissant.

## Authenticité et attributions
Au IXe siècle, Mi Fu, connaisseur très averti, dit ne connaître que deux originaux de Li Cheng et quelque trois cents faux, ajoutant même qu'il souhaite développer la thèse de «l'inexistence des œuvres de Li Cheng». Plus tard pourtant, le catalogue des collections impériales de l'empereur Song Huizong mentionne cent cinquante œuvres de Li Cheng; il est difficile de croire qu'elles sont toutes fausses. On sait seulement que son petit-fils, gouverneur de Kaifeng, a entrepris de racheter toutes ses peintures; il est possible aussi que Li Cheng n'a peint que pour sa satisfaction personnelle, refusant de vendre ou de travailler sur commande, ce qui explique peut-être une production peu abondante.

## Peintre de paysages
Paysagiste, Li Cheng passe pour avoir aimé particulièrement les thèmes de neige et de forêts hivernales, selon une conception de l'espace de type pingyuan, distance en plan, peu fréquente dans la peinture chinoise. Le point de vue est placé au niveau du sujet, ce qui donne une ligne d'horizon basse pour un paysage de plaine ou de colline, mais une sorte d'écran surplombant, sorte de gaoyuan, distance en hauteur, pour une vue de montagnes. De ce point de vue, le Temple bouddhiste dans la montagne (Kansas City (Nelson Gal. of Art), bien que postérieur d'environ un siècle à Li, laisse transparaître un reflet de son prodigieux pouvoir créateur; la montagne est un écran majestueux qui domine le spectateur; les arbres nus se découpent sur un fond de brumes légères, noir au premier plan, leurs contours sont précis puis s'estompent progressivement pour ne devenir que de pâles silhouettes dans le lointain.
Le paysage n'est plus cet assemblage d'éléments minutieusement décrits et chaudement colorés qu'il est à l'époque Tang; il est au contraire appréhendé dans son ensemble et respire d'une très belle cohésion interne. L'artiste est en communion avec la nature et, comme le disent certains textes anciens, les formes qu'il projette sur la soie surgissent comme de la source de la vie. Il faut d'ailleurs souligner qu'à l'instar de Jing Hao, Guan Tong et Fan Kuan, Li Cheng est un homme du nord et que la conception classique du paysage chinois, du Xe ou XIIe siècle, est largement tributaire d'un milieu naturel grandiose et austère. Son art influence surtout Guo Xi (vers 1020-1101) comme en témoigne précisément les sources littéraires.

## Son style et sa technique
Le vin anime son pinceau. Li Cheng aime peindre de froids paysages d'automne où figurent des rochers en pente, des plaines sableuses, des arbres défeuillés. Il représente aussi la nature hivernale. Dans une œuvre qui lui est attribuée, Pêcher dans une rivière en hiver, des montagnes aux sommets enneigés se détachent sur le ciel vide. Au point où se rencontrent les courbes des cimes, se rassemblent les eaux. Elles tombent en cascades, à des profondeurs insondables, pour remonter à l'assaut des hauteurs en lourdes vapeurs ou grossir le courant d'eau qui, au premier plan, s'étale en nappes grisâtres, au pied de basses roches  blanchies par la neige. De vieux pins enracinés dans ce sol crevassé se dressent sur fond de brume et, dans la grisaille de l'eau, flotte la barque d'un pêcheur. Minuscule, l'homme jette sa ligne. Sa présence accentue le silence de ces lieux solitaires éclairés par la lune.
Sur une œuvre célèbre intitulée Lisant la stèle, est représenté un homme à cheval sur une mule. Seul avec un serviteur sur le sol nu d'un paysage désolé, il lit l'inscription gravée dans la pierre. Des blocs rocheux conduisent le regard du premier plan à gauche vers le dos de la stèle. Des plis de ces roches jaillissent des pins aux formes fantastiques; les troncs tordus et noueux, les branches et les branchioles griffues se détachent, menaçantes, sur un ciel triste et muet. L'aspect étrange  de cette nature que semble habiter le souvenir d'un cauchemar éveille chez Mi Fu une sorte de méfiance. Il écrit: «Les paysages de Li Cheng [faits] à l'[encre pâle] (danmo)  sont comme vus en rêve. Du sein de la brume, les rochers semblent se mouvoir comme des nuages. C'est fait avec beaucoup d'habileté, mais le sens de la vérité manque quelque peu,.
Mi Fu pense que Li Cheng a eu de nombreux imitateurs. Imités par des peintres sans génie, les traits d'une grande œuvre peuvent se durcir, perdre toute spontanéité. Le Huashi apporte une description magnifique d'un Li Cheng authentique. Cette peinture, Pins et rochers appartient à Mi Fu. «Le tronc se dresse majestueux, les branches et la végétation exubérante donnent de l'ombre. À l'endroit des nœuds, le peintre ne fait pas seulement usage de cercles d'encre: dessous, une grande tache [est enlevée], évidant le corps de l'arbuste avec un pinceau léger, laissant des vides: c'est comme une réussite de la nature, ».
Pour Mi Fu, les paysages de Li Cheng semblent appartenir au rêve; pour un de ses contemporains, Dong Yu, ils ont été peints dans l'oubli de toute chose. Li Cheng a un amour inné pour les montagnes et les vallées. Pour avoir toute sa vie contemplé ces chaînes superposées, ces hauts monts, leurs pins et leurs gorges, il les a faits siens. Avec le temps, ils se sont transformés en lui. Ils sont devenus part de lui-même, et il s'en faisait une image claire. Un jour, il voit soudain s'étendre sous ses yeux un grand paysage de montagne, semblable en tout point à celui qu'il porte dans son sein, et il le laisse peu à peu échapper. Le retenir lui devenait impossible, «car ce qui est transformé par le travail de l'esprit sort en temps venu, ».
Il confie à la peinture le soin de loger ce dont il se décharge. Ceux qui cherchent à saisir sa méthode ignorent qu'il s'active dans l'oubli de l'acte de peindre. La vue du paysage provoque le choc libérateur. Il peint alors en toute spontanéité, sans délibérer aucunement, inconscient de son acte. Pour la peinture des arbres morts, Li Cheng est resté le modèle au cours des siècles.

## Musées
| Ville       | Musée                          | Titre                                 | Image |
| ----------- | ------------------------------ | ------------------------------------- | ----- |
| Boston      | Musée des Beaux-Arts           | Voyageurs dans les collines enneigées |       |
| Kansas City | Musée d'art Nelson-Atkins      | Temple bouddhiste dans les montagnes, |       |
| Shenyang    | Musée provincial du Liaoning   | Forêts denses et sommets lointains    |       |
| Osaka       | Musée municipal des Beaux-Arts | Lisant la stèle.                      |       |
| Taipei      | Musée national du Palais       | Vieux pins dans une forêt en hiver    |       |
| Taipei      | Musée national du Palais       | Pêche sur une rivière en hiver        |       |
| Taipei      | Musée national du Palais       | Arbres sur une plaine hivernale       |       |
| New York    | Metropolitan Museum            | Voyageurs en hiver                    |       |